# Södertälje centrum
Södertälje centrum – stacja kolejowa w Södertälje, w regionie Sztokholm, w Szwecji. Znajduje się w centrum Södertälje, 38 1 km od Dworca Centralnego w Sztokholmie. Stanowi punkt końcowy linii z Södertälje hamn. Trasa ta pomiędzy tymi stacjami była wcześniej znana jako "mały pociąg", ale 1982 obsługuje ruch przez Sztokholm i na Märsta. Jest to też stacja końcowa linii J37 z Gnesta. Stacja została otwarta dla ruchu już w 1860 roku pod nazwą Södertelge nedre. W dniu 15 maja 1926 otrzymała nazwę Södertälje centralstation, która istniała do 1994 roku, choć na stacji. Żółty budynek stacji został zaprojektowany przez Folke Zettervall i został ukończony w 1917 roku.
Dziennie obsługuje około 6 300 pasażerów.